# Acreditació
L'acreditació és l'acte pel qual un estat sobirà (acreditant) comunica la seva voluntat de considerar una determinada persona com a agent diplomàtic al seu servei per actuar en l'esmentada qualitat sigui davant d'un altre estat sobirà o d'una organització internacional.
Es parla d'acreditació múltiple quan un cap de missió o els agents diplomàtics en general han estat acreditats davant diversos estats o davant diverses organitzacions internacionals a un mateix temps.